# Han Wudi
Han Wudi, nato Liu Che (10 agosto 156 a.C. – 29 marzo 87 a.C.), è stato imperatore in Cina della Dinastia Han dal 141 a.C. al 87 a.C..
Il suo regno durò 54 anni, un record che non fu battuto fino al regno dell'Imperatore Kangxi più di 1.800 anni dopo, e rimane il record per gli imperatori etnici Han. Il suo regno determinò una vasta espansione dell'influenza geopolitica per la civiltà cinese e lo sviluppo di un forte stato centralizzato tramite politiche governative, riorganizzazione economica e promozione di una dottrina ibrida legalista-confuciana. Nel campo degli studi storici, sociali e culturali, l'imperatore Wu è noto per le sue innovazioni religiose e il patrocinio delle arti poetiche e musicali, incluso lo sviluppo dell'ufficio musicale imperiale (un funzionario incaricato direttamente, dall'imperatore o da un altro sovrano monarchico, o indirettamente, tramite il governo regio o imperiale di svolgere vari compiti relativi a musica, poesia, intrattenimento o culto religioso. Questi compiti includevano sia la ricerca e lo sviluppo musicale che lirico, e anche la direzione delle esibizioni) in un'entità prestigiosa. Fu anche durante il suo regno che il contatto culturale con l'Eurasia occidentale aumentò notevolmente, direttamente e indirettamente.
Durante il suo regno come imperatore, guidò la dinastia Han attraverso la sua massima espansione territoriale. Al suo apice, i confini dell'impero si estendevano dalla valle di Fergana a ovest, alla Corea settentrionale a est e al Vietnam settentrionale a sud. L'imperatore Wu respinse con successo i nomadi Xiongnu dal saccheggiare sistematicamente la Cina settentrionale e inviò il suo inviato Zhang Qian nelle Regioni occidentali nel 139 a.C. per cercare un'alleanza con i Grandi Yuezhi e i Kangju, il che portò a ulteriori missioni diplomatiche in Asia centrale. Sebbene i documenti storici non lo descrivano come consapevole del Buddismo, sottolineando piuttosto il suo interesse per lo sciamanesimo, gli scambi culturali che si verificarono come conseguenza di queste ambasciate suggeriscono che ricevette statue buddiste dall'Asia centrale, come raffigurato nei murales trovati nelle Grotte di Mogao.
L'imperatore Wu è considerato uno dei più grandi imperatori nella storia cinese per la sua forte leadership e il suo governo efficace, che hanno reso la dinastia Han una delle nazioni più potenti al mondo. Lo storico Micheal Loewe ha definito il regno dell'imperatore Wu il "punto più alto" delle politiche "moderniste" (legaliste giustificate in modo classico), guardando indietro per "adattare le idee del periodo pre-Han". Le sue politiche e i suoi consiglieri più fidati erano legalisti, favorendo i seguaci di Shang Yang. Tuttavia, nonostante l'istituzione di uno stato autocratico e centralizzato, l'imperatore Wu adottò i principi del confucianesimo come filosofia di stato e codice etico per il suo impero e iniziò un scuola per insegnare ai futuri amministratori i classici confuciani. Queste riforme ebbero un effetto duraturo per tutta l'esistenza della Cina imperiale e un'enorme influenza sulle civiltà vicine.

## Ere storiche
- Jianyuan (建元 pinyin: jìan yúan) 140 a.C.-135 a.C.
- Yuanguang (元光 pinyin: yúan gūang) 134 a.C.-129 a.C.
- Yuanshuo (元朔 pinyin: yúan shùo) 128 a.C.-123 a.C.
- Yuanshou (元狩 pinyin: yúan shòu) 122 a.C.-117 a.C.
- Yuanding (元鼎 pinyin: yúan dĭng) 116 a.C.-111 a.C.
- Yuanfeng (元封 pinyin: yúan fēng) 110 a.C.-105 a.C.
- Taichu (太初 pinyin: tài chū) 104 a.C.-101 a.C.
- Tianhan (天汉 pinyin: tīan hàn) 100 a.C.-97 a.C.
- Taishi (太始 pinyin: tài shĭ) 96 a.C.-93 a.C.
- Zhenghe (征和 pinyin: zhēng hé) 92 a.C.-89 a.C.
- Houyuan (后元 pinyin: hòu yúan) 88 a.C.-87 a.C.

## Informazioni personali
| Padre                | (decimo figlio di) Jingdi                             |
| Madre                | Wang Zhi                                              |
| Mogli                | Chen Jiao (morta: 130 a.C.) Wei Zifu (morta: 90 a.C.) |
| Principali concubine |                                                       |
| Figli                | 9 figli                                               |